# Los Altos (Burgos)
Los Altos is een gemeente in de Spaanse provincie Burgos in de regio Castilië en León met een oppervlakte van 139,85 km². Los Altos telt 202 inwoners (1 januari 2016).

## Demografische ontwikkeling
Bron: INE, 1857-2011: volkstellingen
Opm.: In 1910 ontstond de gemeente Los Altos door afscheiding van twaalf dorpen van de gemeente Merindad de Valdevielso; in 1930 werden de gemeenten Pesadas de Burgos, Villaescusa del Butrón en een deel van de gemeente Villarmentero aangehecht